# Zrzeszenie Europejskich Przewoźników Niskokosztowych
ELFAA – Zrzeszenie Europejskich Przewoźników Niskokosztowych (ang. European Low Fares Airline Association), sojusz tanich europejskich linii lotniczych. Organizacja została powołana w 2002 r. jako organizacja non-profit mająca na celu reprezentować i chronić interesy tanich linii lotniczych oraz ich klientów.

## Członkowie
Obecnymi członkami ELFAA są:
- easyJet
- Jet2.com
- Norwegian Air Shuttle
- Ryanair
- transavia.com
- Vueling
- Wizz Air

## Byli członkowie
- Air Berlin[2]
- Air Polonia[3]
- Basiqair[2] (wcielony do Transavii 1 stycznia 2005)
- Blue Air
- bmibaby[4]
- Clickair[5] (wcielony do Vuelinga 15 lipca 2009)
- Flying Finn[2]
- Hapag-Lloyd Express[2] (później jako TUIfly)[6]
- My Way Airlines[7] (później jako MyAir.com)[6]
- SkyEurope[2]
- Sverigeflyg
- Sterling[2]
- Volareweb.com[2]
- Flybe (ogłosiło upadłość 5 marca 2020 r.)[8]

## Organy ELFAA
- Sekretarz Generalny
  - John Hanlon
- Komitet Wykonawczy
  - Stefan Vilner (Chairman) – Sterling
  - Andras Hajdu – Wizz Air
  - Jim Callaghan – Ryanair
  - Mike Rutter – flybe
  - Andrew Barker – easyJet
- Członkowie

W ramach ELFAA działają cztery grupy robocze:
- ds. lotnisk
- ds. przestrzeni powietrznej
- ds. komunikacji
- ds. środowiska